# Raszyn
Raszyn [ˈraʃɨn] ist ein Ort im Powiat Pruszkowski der Woiwodschaft Masowien in Polen. Er hat etwa 6800 Einwohner und ist Sitz der gleichnamigen Landgemeinde mit 21.971 Einwohnern (Stand 31. Dezember 2020).
Der Ort grenzt an die Landeshauptstadt Warschau.

## Geschichte
Am 19. April 1809 versuchten polnische Truppen während des österreichischen Feldzugs gegen das Herzogtum Warschau in der Schlacht bei Raszyn vergeblich, die Eroberung Warschaus zu verhindern.
Raszyn war namensgebend für den Langwellensender Raszyn des polnischen Rundfunks. Die Station beim Dorf Łazy wurde 1931 in Betrieb genommen. Der 1949 fertiggestellte zweite Antennenmast (Geographische Koordinaten: 52° 10′ 0″ N, 20° 56′ 0″ O) mit einer Höhe von 335 Metern war bis zum Jahr 1962 das höchste Bauwerk in Europa.
Raszyn war bis 1954 Sitz der Gmina Falenty. Im Jahr 1952 gab diese das Dorf Łazy mit dem Sender und Sendemast an die Nachbargemeinde Lesznowola ab.

## Landgemeinde
Zur Landgemeinde (gmina wiejska) Raszyn mit einer Fläche von 43 km² gehören der Ort selbst und weitere Dörfer mit 22 Schulzenämtern (sołectwa). Raszyn ist Sitz von zwei Schulzenämtern.